# Isfjorden (Ort in Rauma)
Isfjorden (deutsch: „Der Eis-Fjord“) ist ein Dorf in der Gemeinde Rauma in der Provinz Møre og Romsdal in Norwegen.

## Geographische Lage
Isfjorden liegt am Ostende des Isfjords, einem Arm des Romsdalsfjords, im nördlichen Vestlandet in Norwegen.
Der Fluss Isa kommt von Osten aus dem Grøvdalen. Er fließt durch Isfjorden und mündet im Ort in den Isfjord. Der Fluss Glutra  kommt von Südosten aus dem Erstadalen und aus Dalsbygda. Er fließt durch Isfjorden und mündet im Ort von links in die Isa, etwa 2 Kilometer vor deren Mündung in den Isfjord.
Nördlich von Isfjorden erheben sich von Westen nach Osten die Berge Breivik (900 m), Snortungen (1198 m), Klauva (1512 m), Kyrkjetaket (1439 m) und Kjøvskartinden (1552 m). Südlich befinden sich von Westen nach Osten die Berge Litlehesten (809 m), Storhesten (1023 m), Hurrungen (1276 m), Unjemsbotn (790 m), Sæternebba (1060 m) und Middagshaugen (1111 m).
In der Umgebung von Isfjorden liegen die Siedlungen Vølstad, Hagen, Hatlen, Grotta, Ytterlia und Steinen.

## Geschichte

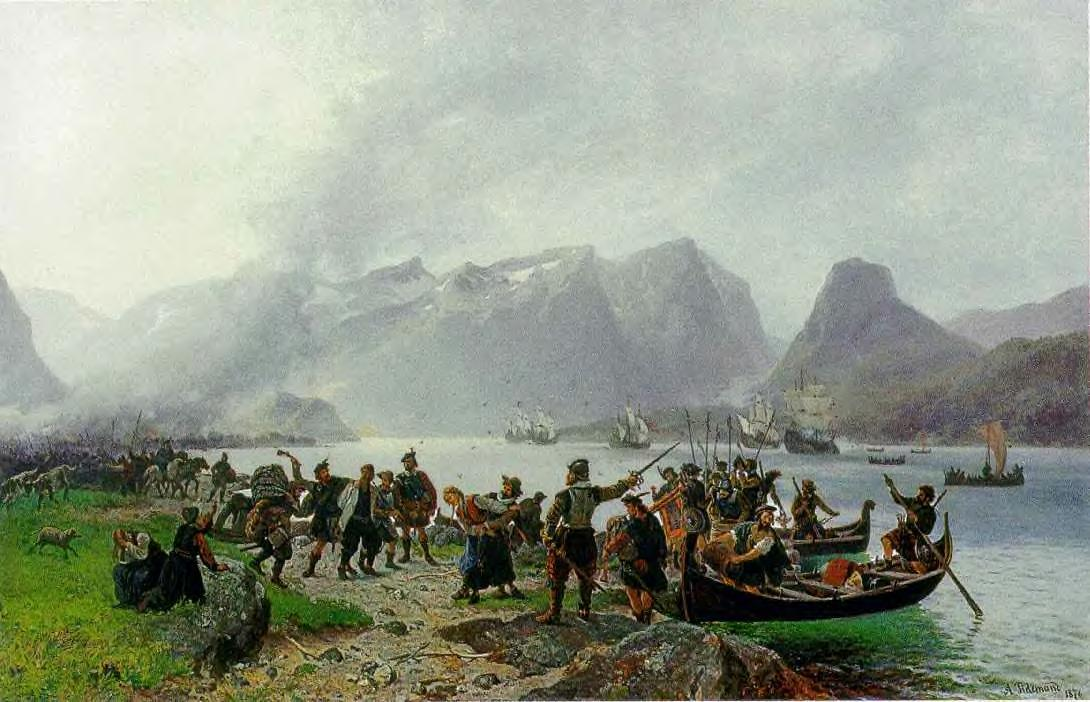
Landung der schottischen Söldner in Isfjorden. Gemälde von Adolph Tidemand, 1876.

In der Schlacht von Kringen (1612) im Kalmarkrieg landeten die schottischen Söldnertruppen von Sir James Spens in Isfjorden. Sie wollten über den Landweg Schweden erreichen und sich dort der schwedischen Armee anschließen. Auf ihrem Weg durch das Romsdal und das Gudbrandsdalen wurden sie von einer norwegischen Armee in einer engen Flussschleife östlich von Kvam angegriffen und geschlagen. Die norwegische Armee setzte sich vorwiegend aus lokalen Bauern und Siedlern zusammen und benutzte improvisierte Waffen.

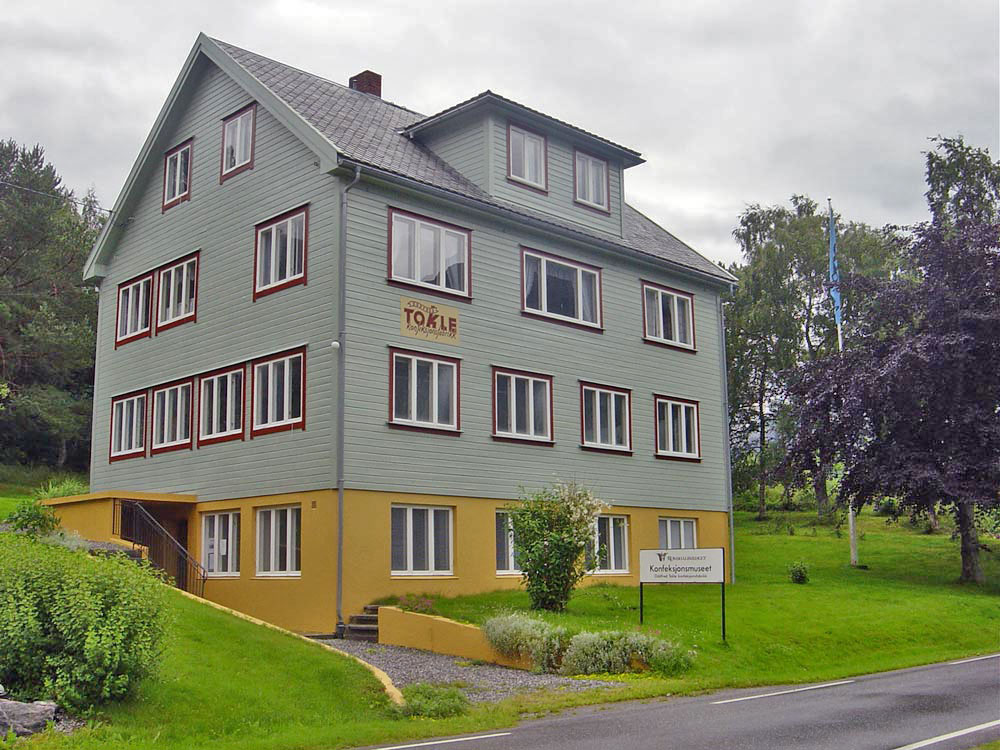
Konfeksjonsmuseet-Rauma-Norway

Von Isfjorden aus entwickelte sich ein lebhafter Nordlandhandel mit Bekleidung und Schuhen. Im 17. Jahrhundert wurden Kleidung und Schuhe in Isfjorden in Heimarbeit hergestellt. Im 19. Jahrhundert erlebte die Bekleidungsindustrie einen Aufschwung und es entstanden mehrere Kleiderfabriken. Isfjorden wird als die „Wiege der Bekleidungsindustrie“ in Norwegen bezeichnet.
Isfjorden und seine Umgebung liegt auf dem Gebiet der ehemaligen Gemeinde Hen, die von 1902 bis 1964 bestand und dann nach Rauma eingemeindet wurde. In dieser Zeit war Isfjorden Hauptort der Gemeinde Hen.

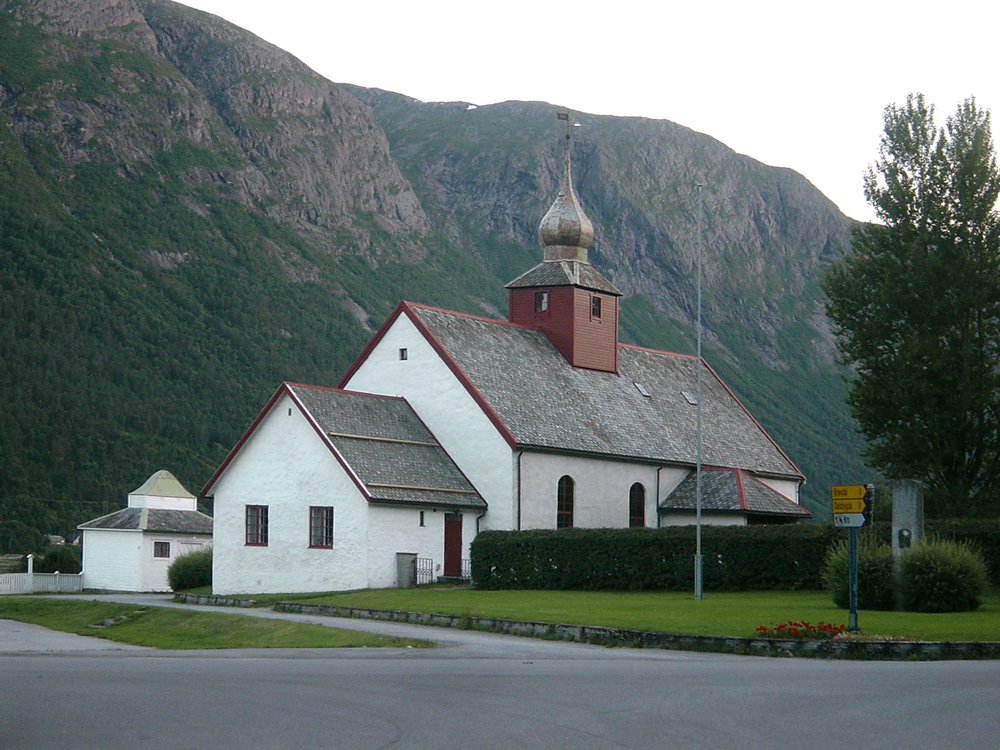
Kirche von Hen

Die Pfarrei Hen besteht heute (2022) noch und besitzt eine Kirche. Pfarrei und Kirche Hen gehen bis auf das 13. Jahrhundert zurück. Die Kirche wurde 1589 erstmals schriftlich erwähnt. Es war eine Stabkirche, die im 19. Jahrhundert durch einen Steinbau aus gesammelten Natursteinen ersetzt wurde. Sie ist umgeben von einem Friedhof, der im Mittelalter angelegt wurde. Kirche und Friedhof stehen unter Denkmalschutz.

## Sehenswürdigkeiten
Die Berge rund um Isfjorden laden im Sommer zu Wanderungen und im Winter zu Skitouren ein. Besonders das Kvanndalen, ein Seitental des Dalsbygda, ist für seine naturbelassene und ursprüngliche Schönheit berühmt. Die Flüsse Isa und Glutra sind reich an Lachs und Forellen. Auf dem Isfjord gibt es die Möglichkeit Kajaktouren zu machen.

## Persönlichkeiten
- Arne Randers Heen (1905–1991), norwegischer Schneider, Bergsteiger und Widerstandskämpfer